# Saint-Sauveur (Gironda)
 Saint-Sauveur  es una población y comuna francesa, situada en la región de Aquitania, departamento de Gironda, en el distrito de Lesparre-Médoc y cantón de Pauillac.

## Demografía
| 663 | 682 | 792 | 924 | 1137 | 1189 |
| Para los censos de 1962 a 1999 la población legal corresponde a la población sin duplicidades (Fuente: INSEE [Consultar]) |     |     |     |      |      |